# Clifton (Colorado)
Clifton é uma Região censo-designada localizada no estado americano de Colorado, no Condado de Mesa.

## Demografia
Segundo o censo americano de 2000, a sua população era de 17.345 habitantes.

## Geografia
De acordo com o United States Census Bureau tem uma área de 17,8 km², dos quais 17,6 km² cobertos por terra e 0,2 km² cobertos por água. Clifton localiza-se a aproximadamente 1423 m acima do nível do mar.

## Localidades na vizinhança
O diagrama seguinte representa as localidades num raio de 24 km ao redor de Clifton.